# (6169) Sashakrot
(6169) Sashakrot est un astéroïde de la ceinture principale.

## Description
(6169) Sashakrot est un astéroïde de la ceinture principale. Il fut découvert le 2 mars 1981 à Siding Spring par Schelte J. Bus. Il présente une orbite caractérisée par un demi-grand axe de 3,10 UA, une excentricité de 0,14 et une inclinaison de 20,0° par rapport à l'écliptique.

## Compléments